# Anders Colmsjö

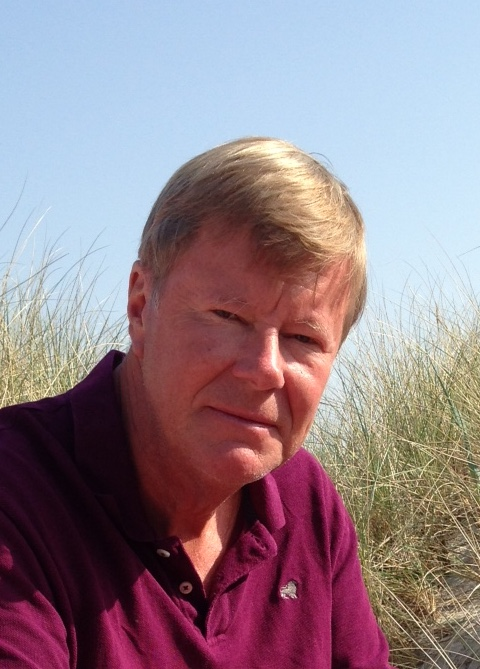
Anders Colmsjö

Anders Lennart Colmsjö, född 4 december 1951 i Tyresö församling, är en svensk kemist. Han är sedan 2018 professor emeritus vid Stockholms universitet med specialinriktningen analytisk kemi samt gästprofessor i Italien vid universitetet i Salerno, UNISA.
Han disputerade vid Stockholms universitet 1981 med en avhandling rörande kryofluorescens av kemiska föreningar, så kallade Shpolskii matrix fluorescens. Metoden kan användas för att bestämma kemiska föreningars identitet genom att få dem att avlämna ett mycket karakteristiskt fingeravtryck i form av ett högupplöst fluorescensspektrum i lösning vid mycket låga temperaturer. Många tillämpningar av metoden finns inom bland annat HPLC (högtrycks-vätskekromatografi). Huvudsakligen har cancerframkallande polycykliska aromatiska kolväten (PAH) studerats.
Colmsjö blev 1983 docent vid Stockholms universitet och 1987 professor i analytisk kemi. Huvudinriktningen har varit organisk analytisk kemi. Han har verkat som universitetslärare vid olika lärosäten, bland annat i matematik på KTH 1972–1987 (teknisk fysik och elteknik) och i statistik och analytisk kemi vid Stockholms universitet.